# Gyrinus leathesii
Gyrinus leathesii là một loài bọ cánh cứng trong họ van Gyrinidae. Loài này được Curtis miêu tả khoa học năm 1839.